# Gobernación de la Terra Australis
La gobernación de la Terra Australis, o gobernación de Pedro Sancho de la Hoz fue una provincia o división territorial del Imperio español que abarcaba todos los territorios desde el sur del estrecho de Magallanes hasta el polo sur. Tenía como límites la gobernación de Nueva León por el norte, la línea del tratado de Tordesillas (7 de junio de 1494) por el oriente y la línea del tratado de Zaragoza (22 de abril de 1529) por el occidente; fue creada en la capitulación de Pedro Sancho de la Hoz del 24 de enero de 1539 por el rey Carlos I de España, reclamándose territorios del continente teorizado Terra Australis El dominio legal español fue transferido al Gobernador de Chile ordenando a los gobernadores explorar y conquistar las tierras al sur del estrecho.
El conocimiento geográfico de la época era tal que se consideraba la Tierra del Fuego como parte del continente de Terra Australis. En 1603 el almirante Gabriel de Castilla salió de Valparaíso para reconocer las costas de Chile y llegó a la costa sudoccidental hasta el grado 64 sur, descubriendo las primeras tierras antárticas. En 1616 se descubrió el cabo de Hornos.

## Historia
Pedro Sancho de la Hoz tuvo el título de adelantado en 1539, el cual se convertiría inmediatamente en el de gobernador al conquistar los territorios asignados. 

Primeramente, vos doi licencia i facultad a vos el dicho Pero Sancho de Hoz para que por nos, y en nuestro nombre i de la corona real de Castilla, podais navegar con los dichos navíos que ansí os ofreceis a hacer para la dicha  mar del Sur, donde tienen las dichas gobernaciones los dichos marques don Francisco Pizarro, i adelantado don Diego de Almagro, i don Pedro de Mendoza, i Francisco de Camargo, hasta el dicho estrecho de Magallánes, i la tierra que está de la otra parte dél; y de ida o de vuelta, descubrireis toda aquella costa de la parte del dicho estrecho, sin que entreis en los límites i paraje de las islas i tierra que están dadas en gobernacion a otras personas a conquistar, e a gobernar, ni rescatar, sino fuese mantenimiento para sustentacion de la jente que lleváredes, con tanto que no toqueis en los límites y demarcacion del serenísimo rei de Portugal, nuestro hermano, ni en los Malucos, ni en los límites que, por la última contratacion y empeño, se dio al serenísimo rei. Item, vos prometemos que, hecho el dicho descubrimiento de la otra parte del dicho estrecho, o de alguna isla que no sea en paraje ajeno, os harémos la merced a vuestros servicios; i entre tanto que nos somos informados de lo que así descubriéredes, seais nuestro gobernador dello. (...) Fecha en Toledo a 24 días del mes de enero de 1539 años.
Rey Carlos I de España

Sin embargo esto no se concreta y el adelantado le cede sus derechos el 2 de agosto de 1540 a Pedro de Valdivia mientras ambos se encontraban en Atacama tras haber sido perdonado múltiples veces por este último luego que de la Hoz intentara asesinarlo.

### Incorporación de la Terra Australis a Chile

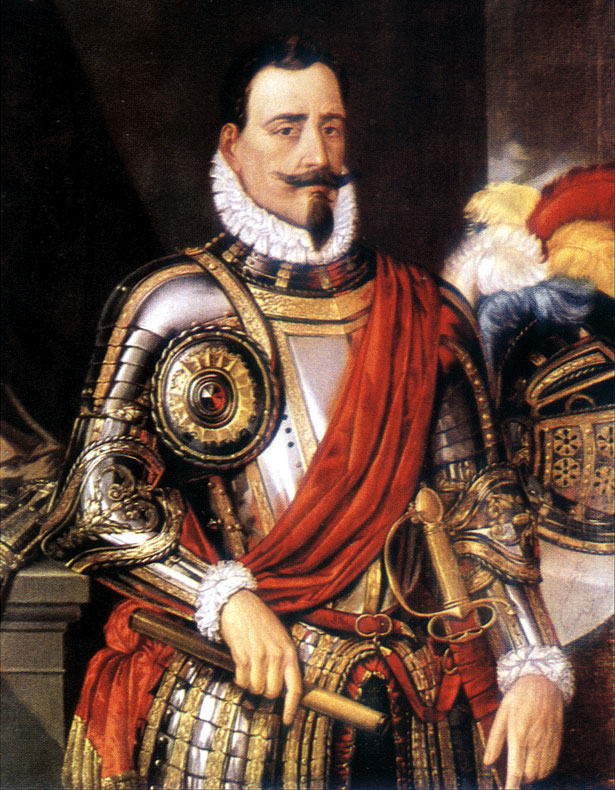
Pedro de Valdivia fue poseedor de los dominios de Chile y Terra Australis, los cuales buscó fusionar.

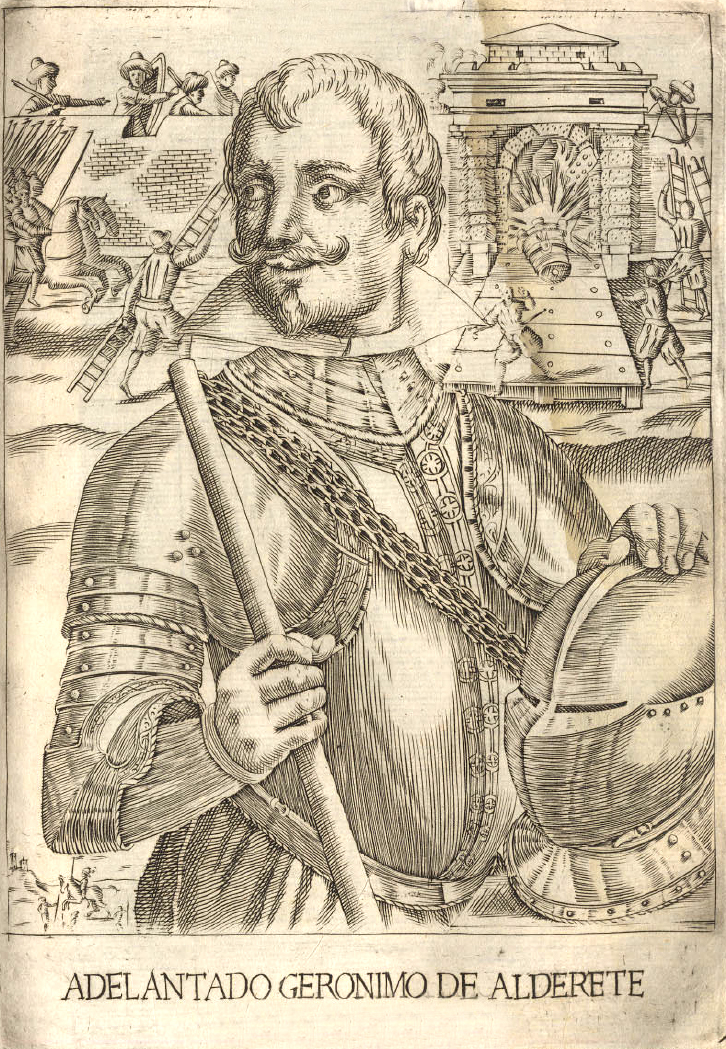
Jerónimo de Alderete fue adelantado de la parte la Terra Australis cercana al estrecho de Magallanes antes de ser designado como gobernador de Chile, cargo que no llegó a ejercer debido a su muerte en Panamá.

El rey Carlos I de España autorizó la creación de la gobernación de la Terra Australis mediante una real cédula, y ratificó la existencia de esta misma mediante otras posteriores.

Valdivia fue adelantado de Terra Australis antes de ser nombrado como gobernador de Chile, gobernación que en sus inicios abarcó desde el grado 27º latitud sur hasta el grado 41º, y tras una ampliación, hasta el estrecho de Magallanes. A raíz de esto, surge interés de este por explorar el paso y fusionar Chile con la gobernación de la Terra Australis. En el año 1553, el ya gobernador de Chile envió a Jerónimo de Alderete a la península ibérica, con la misión de obtener una extensión de su gobernación y unirla a la que obtuvo de Sancho de Hoz, Valdivia murió el 25 de diciembre del mismo año.
Jerónimo de Alderete logró su cometido en la Corte obteniendo los territorios al sur del estrecho para sí mismo, pidiendo los territorios inmediatamente al sur del estrecho de Magallanes mientras aún no se sabía la muerte de Valdivia. La petición de Alderete abarcaba «desde dicho estrecho de Magallanes por la costa del mar del sur adelante hasta trescientas leguas, con todo lo que durare el dicho estrecho», se estima que Valdivia autorizó a Alderete a hacer esta petición.
Los monarcas otorgan la ampliación de la gobernación de Valdivia al estrecho de Magallanes en y la petición de Alderete en dos reales cédulas de 29 de septiembre de 1554, en la referida al territorio austral dice: «Nos ha parecido conceder como por la presente concedemos al dicho capitán Gerónimo de Alderete la governación la tierra que como dicho estrecho es está de la otra parte del dicho estrecho de Magallanes». Tras esto, el Consejo de Indias trazaría los límites de la porción de la Terra Australis concedida a Alderete, complementando mediante una capitulación los detalles en cuestión.
Sin embargo, la noticia de la muerte de Pedro de Valdivia llega a la península ibérica y con esto Alderete hereda todo el territorio de la gobernación de la Terra Australis (no solo el que pidió) y en el 29 de mayo de 1555 consiguió mediante otra real cédula las provincias de Chile, sus territorios patagónicos, además de incorporar a los territorios de la Terra Australis al reino de Chile del cual además fue nombrado gobernador. En esta cédula se le pide que: «tome posesyón en nuestro nombre de las tierras y provincias que caen en la demarcación de la Corona de Castilla, de la otra parte de dicho estrecho».
A finales de 1554 el rey Carlos I manda una carta al Consejo de Indias expresando: «y en lo que toca a la tierra que está de la otra parte del dicho Estrecho de Magallanes que así mismo havemos dado y concedido en governación al dicho Gerónimo de Alderete le havemos mandado por las causas que se os han escrito que pueda desde la dicha provincia de Chile embiar algunos navíos a tomar noticia e relación de la calidad y utilidad de aquella tierra pues por el presente no ha de pasar en persona ni embiar á conquistarla ni poblarla porque al presente haviendo de atender a lo que de Chile, no podría hazerse lo uno y lo otro juntamente».
En el período de ocho meses entre septiembre de 1554 y mayo de 1555 las regiones de la Terra Australis solicitadas por Alderete cercanas al estrecho de Magallanes estuvieron a cargo de un gobernante distinto al de Chile, para después incorporarse definitivamente a este último una vez que Alderete es nombrado gobernador de Chile. El 7 de abril de 1556 durante su viaje de regreso fallece en Panamá a causa de la fiebre amarilla.
Su sucesor, García Hurtado de Mendoza, mandó a Juan Ladrillero, en 1558 a tomar posesión de ambas riberas del estrecho de Magallanes. Cuando se designa a Francisco de Villagra también se le solicita tomar posesión de las tierras al sur del Estrecho en la Real Cédula que lo nombró, quedando en definitiva como límite austral de la gobernación de Chile el polo sur en base al título transferido desde la gobernación de Terra Australis.

## Límites
|                                                           | Norte: Nueva León Estrecho de Magallanes |                                                             |
| Oeste: Línea del tratado de Zaragoza Dominios de Portugal |                                          | Este: Línea del tratado de Tordesillas Dominios de Portugal |
|                                                           | Sur: Polo Sur                            |                                                             |